# Hinterhausen
Hinterhausen ist ein Stadtteil und Ortsbezirk der Stadt Gerolstein in der gleichnamigen Verbandsgemeinde im Landkreis Vulkaneifel von Rheinland-Pfalz.

## Geographie
Das Eifeldorf Hinterhausen ist die höchstgelegene Ortschaft im Gerolsteiner Land. Es liegt etwa fünf Kilometer südwestlich der Kernstadt Gerolstein zwischen den Nebentälern von Dreisbach und Hundsbach, die der im Osten vorbeifließenden Kyll zustreben. Hinterhausen ist umgeben von Wiesen, Feldern und Obstbäumen. Weiter im Westen liegt ein bewaldeter Gebirgskamm. Die westliche Grenze der Hinterhausener Gemarkung bildet gleichzeitig auch die Grenze zum Eifelkreis Bitburg-Prüm.
Nachbarorte sind die Gerolsteiner Stadtteile Oos im Nordwesten, Müllenborn im Norden und Lissingen im Nordosten, sowie die Ortsgemeinden Birresborn im Südosten, Kopp im Südwesten und Büdesheim im Westen.

## Geschichte
An der nordöstlichen Gemarkungsgrenze von Hinterhausen, in Richtung Lissingen, wurden die Überreste einer großen römischen Villa gefunden. Der Ort selbst ist vermutlich zwischen dem 11. und 13. Jahrhundert als Rodungssiedlung von Lissingen aus gegründet worden. Wirtschaftlich gehörte er als Zennerei zur Abtei Prüm.
Ein Eisenerzabbau wird erstmals 1567 erwähnt und fand bis ins 19. Jahrhundert statt. Mulden in der Wiesenlandschaft der Umgebung sind heute noch sichtbare Spuren dieser Aktivitäten.
Nach der Inbesitznahme des Linken Rheinufers durch französische Revolutionstruppen gehörte der Ort von 1798 bis 1814 zum Kanton Prüm im Saardepartement und wurde von der Mairie Büdesheim verwaltet. Nach der Niederlage Napoleons kam Hinterhausen 1815 aufgrund der auf dem Wiener Kongress getroffenen Vereinbarungen zum Königreich Preußen. Das Dorf wurde der Bürgermeisterei Gerolstein im Kreis Daun zugeordnet, der 1822 Teil der neu gebildeten Rheinprovinz wurde.
Die alte Kapelle von Hinterhausen, deren Entstehungszeit unbekannt ist, wurde 1867 durch den Neubau „St. Lambert“ ersetzt. In den 1950er Jahren und 1989 folgten Renovierungen der Kirche.
Nach dem Ersten Weltkrieg gehörte das gesamte Gebiet zum französischen Teil der Alliierten Rheinlandbesetzung. Nach dem Zweiten Weltkrieg wurde Hinterhausen innerhalb der französischen Besatzungszone Teil des damals neu gebildeten Landes Rheinland-Pfalz.
Noch 1945 waren in 13 von 14 Wohnhäusern des Dorfes landwirtschaftliche Vollerwerbsbetriebe beheimatet. In den folgenden Jahrzehnten setzte zunehmend ein Strukturwandel ein, der Anteil der Landwirtschaft ging kontinuierlich zurück. Im Jahr 2016 wurden noch drei haupt- und ein nebengewerblicher Landwirtschaftsbetriebe gezählt.
Am 7. Juni 1969 wurde die bis dahin eigenständige Ortsgemeinde Hinterhausen mit zu diesem Zeitpunkt 77 Einwohnern nach Gerolstein eingemeindet.

## Politik
Hinterhausen ist gemäß Hauptsatzung einer von neun Ortsbezirken der Stadt Gerolstein. Er umfasst das Gebiet der ehemaligen Gemeinde. Der Ortsbezirk wird politisch von einem Ortsbeirat und einem Ortsvorsteher vertreten.
Der Ortsbeirat besteht aus drei Mitgliedern, die bei der Kommunalwahl am 9. Juni 2024 in einer Mehrheitswahl gewählt wurden, und dem ehrenamtlichen Ortsvorsteher als Vorsitzendem.
Raphaele Metzler wurde am 7. August Ortsvorsteherin von Hinterhausen. Da für die Direktwahl am 9. Juni 2024 kein Wahlvorschlag eingereicht wurde, erfolgte ihre Wahl auf der konstituierenden Sitzung des Ortsbeirats durch ein einstimmiges Votum.
Metzlers Vorgänger Franz-Josef Schütz hatte das Amt von 1994 bis 2004 und von 2014 bis 2024 ausgeübt. Zwischenzeitlich war Stefan Dahm zehn Jahre lang Ortsvorsteher.

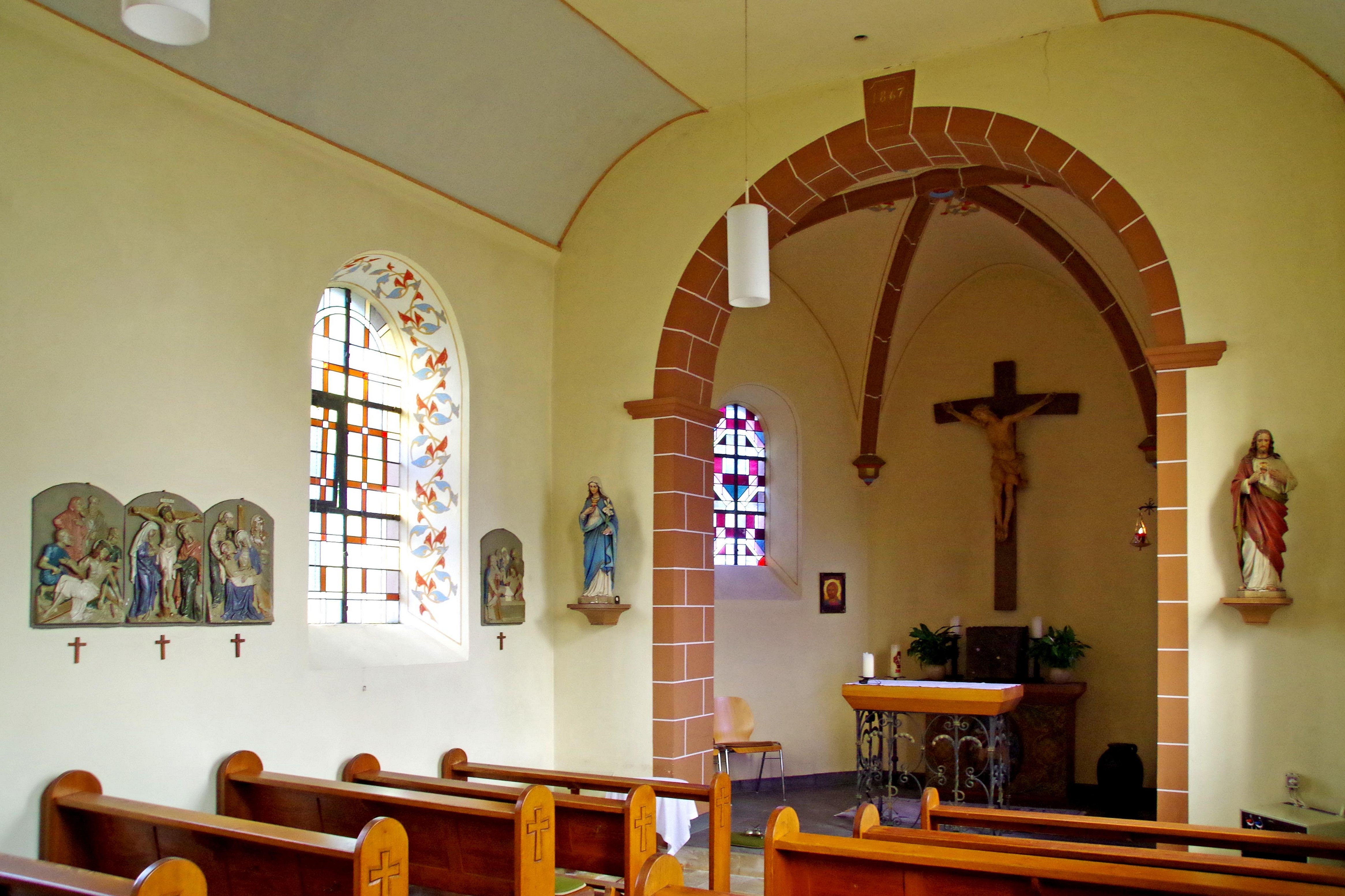
St. Lambert, Innenraum

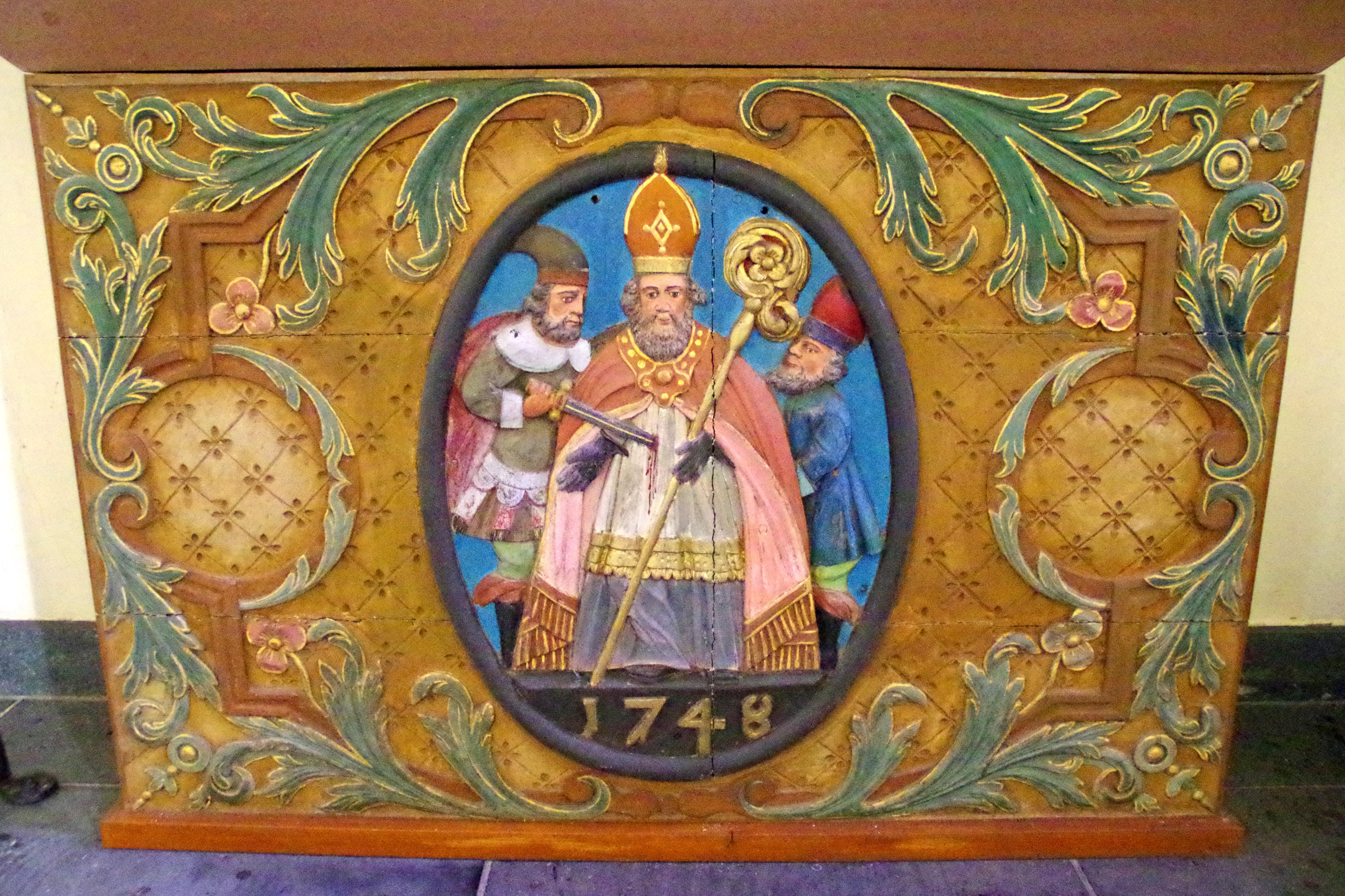
St. Lambert, Antependium von 1748

## Kultur und Sehenswürdigkeiten

### Bauwerke
In der Denkmalliste des Landes Rheinland-Pfalz werden folgende Kulturdenkmäler genannt:
- Denkmalzone alter Ortskern mit Kapelle und Hofanlagen an der ringförmiger Straße (19. Jahrhundert). Die alten Häuser im Ortskern haben jeweils einen eigenen Namen.[2]
- Katholische Filialkirche St. Lambert, zweiachsiger Saalbau (1867), Hinterhausener Straße 14
- Hofanlage, Wohnhaus (bezeichnet 1864), Hinterhausener Straße 8

### Vereine
Die Freiwillige Feuerwehr wurde am 12. Januar 1953 gegründet. Durch Eigenleistung erfolgte 1997/98 der Umbau eines Gebäudes, das 1959 ursprünglich als gemeinsames Gefrier- und Feuerwehrgerätehaus konzipiert wurde, zu einem reinen Feuerwehrhaus.

## Wirtschaft und Infrastruktur

### Feriendorf
Nordwestlich von Hinterhausen wurde 1972 mit dem Bau eines Feriendorfs begonnen. Im Jahre 1979 wurde der Waldferienpark Hinterhausen offiziell seiner Bestimmung übergeben. Zu den über einhundert Bungalows und Hütten kam 2008 ein Campingplatz hinzu.

### Verkehr
Von der parallel zum Dreisbach verlaufenden Bundesstraße 410 Gerolstein–Prüm zweigt kurz nach Lissingen die Kreisstraße 31 ab, die über Hinterhausen weiter in Richtung Kopp führt. Etwa zwei Kilometer nach dem Dorf kreuzt sie – noch auf Hinterhausener Gemarkung – die Kreisstraße Birresborn–Büdesheim (K 77).